# DJ Hype

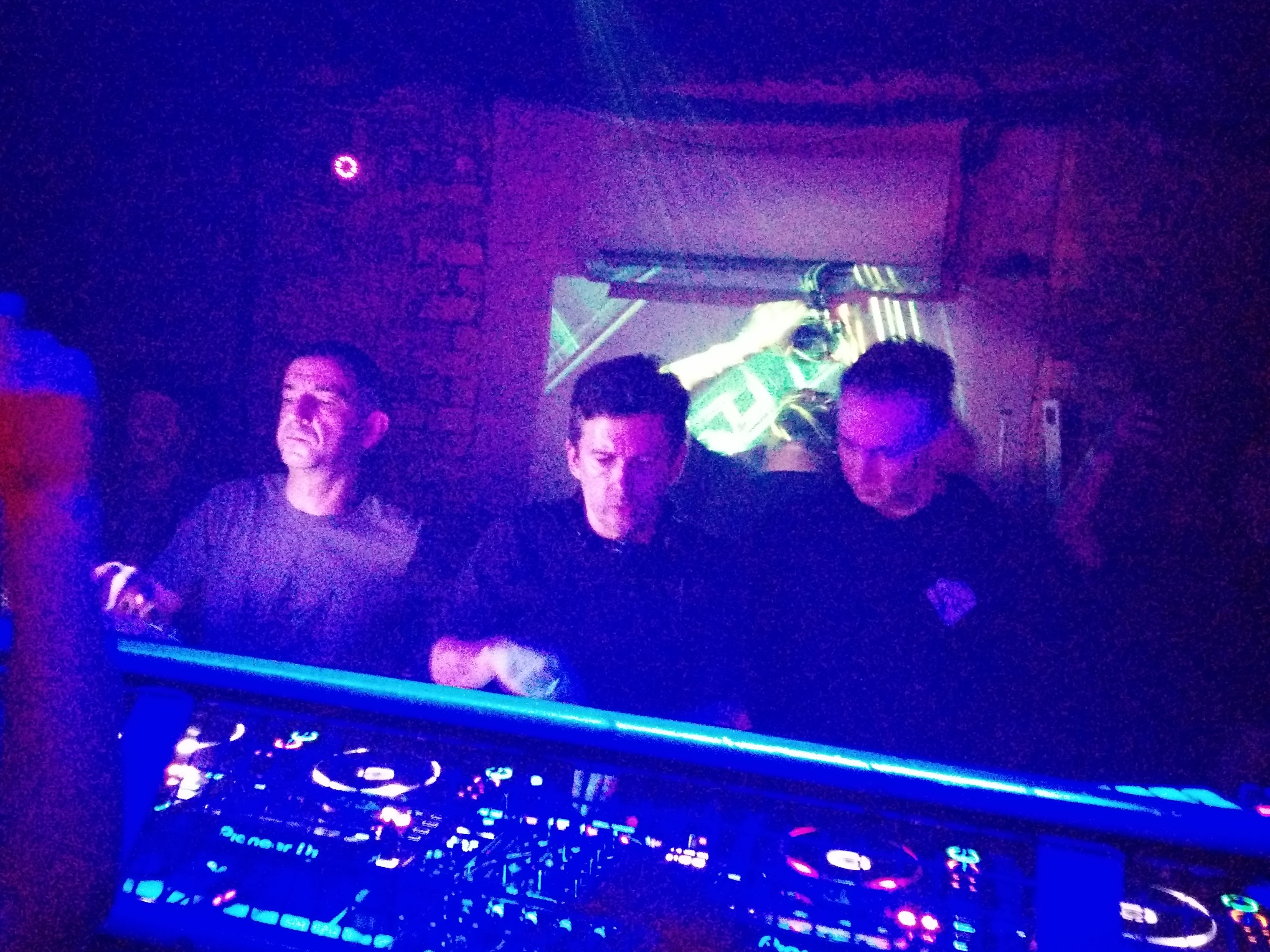
DJ Hype, Matrix, en Futurebound in 2018

Dj Hype (ook bekend als Kevin Ford) is een Brits drum & bass-artiest. Hij begon te produceren in 1989. Aanvankelijk werkte hij samen met Shut Up & Dance, maar al snel koos hij zijn eigen weg. Tijdens zijn jeugdjaren was hij DJ bij het radiostation Fantasy FM en was hij veel te horen op Kiss 100.
Momenteel is hij lid van de groep The Ganja Kru, waarin hij samen met DJ Zinc en Pascal muziek maakt.

## Nummers
- Ready Or Not - remix van het nummer van de Fugees
- 6 Million Ways To Die
- Wolf [bron?]
- The Chopper

## Discografie
- Fabric Live 03
- Fabric Live 18 met Andy C
- Dubplate Killaz
- Dubplate Killaz 2: Return Of The Ninja
- World Dance - The Drum 'n Bass Experience
- Drum & Bass Arena - Presents DJ Hype